# Dimeria
Dimeria is een geslacht uit de grassenfamilie (Poaceae). De soorten van dit geslacht komen voor in delen van Afrika, Azië, Australazië en het Pacifisch gebied.